# Salvatore Di Pasquale
Salvatore Di Pasquale (Nápoles, 27 de novembro de 1931 – Florença, 2 de novembro de 2004) foi um engenheiro civil e historiador da tecnologia italiano.
Di Pasquale se formou na Faculdade de Arquitetura da Universidade de Nápoles Federico II em 1955 e lecionou de 1961 a 1968 geometria descritiva e, em seguida, construção de pontes e engenharia de estruturas. Em 1964 foi professor em Nápoles e em 1973 em Florença. De 1983 a 1995 foi diretor do Instituto de Construção Civil e de 1986 a 1992 foi decano da Faculdade de Arquitetura. Em 1997 aposentou-se, lecionando então na Universidade de Catânia, e lecionou engenharia estrutural na Universidade de Nápoles. Foi também professor visitante em Pescara, Veneza, Milão e Ferrara.
Trabalhou especialmente com a estática dos edifícios históricos sendo juntamente com Antonino Giuffrè e Edoardo Benvenuto um dos principais cientistas e pioneiros italianos nesse campo. Entre outras obras publicou investigações sobre a cúpula da catedral de Florença (Santa Maria del Fiore) por Filippo Brunelleschi.
Foi membro do conselho editorial dos periódico científicos Meccanica e Palladio.

## Obras
- On the elastic problem of the non-homogeneous anisotropic body resting on lattice, Meccanica, Nr. 3, 1967, p. 153–157.
- On the elastic problem of the orthotropic plate, Meccanica, Nr. 2, 1968, p. 111–120.
- com B. Leggeri, S. Nencioni: Energy forms in the finite element techniques, in: C. A. Brebbia, H. Tottenham (Eds.), Proceedings of the International Conference on Variationals Methods in Engineering, Volume 1, 1972, The Gresham Press, p. 4.33–4.43.
- Scienza delle costruzioni. Introduzione alla progettazione strutturale, Mailand 1975
- Metodi di calcolo per le strutture spaziali, Mailand 1978
- Questions concerning the mechanics of masonry, in: R. M. Lemaire, K. Van Balen (Eds.), Stable-unstable?, Universitätsverlag Löwen, 1988, p. 249–264
- New trends in the analysis of masonry structures, Meccanica, Volume 27, 1992, Nr. 3, p. 173–184.
- On the art of building before Galilei, in: P. Radelet-de Grave, E. Benvenuto (Eds.), Entre Mecanique et Architecture – Between Mechanics and Architecture, Birkhäuser 1995, p. 102–121
- L’arte del costruire. Tra conoscenza e scienza, Venedig 1996
- Brunelleschi. La costruzione della cupola di Santa Maria del Fiore, Venedig: Marsilio 2002